# Somers (Victoria)
Pour les articles homonymes, voir Somers.
Somers (1 345 habitants) est une petite ville près de Melbourne dans l’État de Victoria en Australie, située dans le sud-est de la Péninsule de Mornington. Le gouvernement local est le Comté de la péninsule Mornington.
La ville tient son nom d'un gouverneur de Victoria, la subdivision de Somers naquit en 1925, la même année la Somers Primary School ouvrit. La poste actuelle a ouvert en 1927.

## Géographie
Le sud de Somers s’étend jusqu’à Western Port plus connue sous l'appellation Western Port Bay. La ville de Cowes sur Phillip Island peut être vue de chaque plage Somers par tous les temps.

Le nord s'étend sur de grands openfields pour l'agriculture. Plus loin au nord s'étendent les banlieues de Bittern et d'Hastings.
À l'est se trouve la banlieue et la base militaire, HMAS Cerberus. La zone l'environnant est un bush et est utilisé pour des exercices d'entrainement. Les plages se situant là ou la base et Somers se rencontrent sont fermées et la flore y est surtout composés de buissons côtiers touffus.
À l'ouest, séparé par le Lord Somers Camp et The Coolart Wetlands, s'étend la localité de Balnarring.
Somers se trouve sur une pente douce qui descend jusqu'à la mer. Les monts Dandenong interrompent la ligne de vue et empêche la bonne réception de la télévision (avec de petites antennes). Une bonne connaissance des lieux est nécessaire pour une bonne réception. Du rivage, on peut voir Phillip Island et, en particulier, la ville de Cowes.

## Récréation
La zone d'arrivée des vagues de la Merrick Creek est l'un des meilleurs endroits de Melbourne pour les sports de planches, tandis qu'à South Beach (à l'est de la plage principale) se trouve la Somers Foreshore Reserve que les résidents apprécient, alors que la plage principale, Somers Beach, héberge le célèbre yacht club de la Baie de Western Port, Somers Yacht Club.

### Plages
La côte est divisée en 3 plages distinctes:
- South Beach
- Somers Beach
- La zone d'arrivée de l'eau lors des marées de Merricks Creek Inlet.

À certains moments de l'année les plages sont remplies d'algues sèches venant des forêts de varech au large, toutefois quand ce n'est pas la saison l'ensemble des plages de Somers est propre.
South Beach a un intrigant système de roches retenant l'eau qui forme ainsi des bassins, auquel on ajoute les vagues qui déferlent sur la plage rendant l'endroit impropre ou inadapté à toutes activités de natation.
50 cm en dessous du lit de sable de la crique de Merricks Creek Inlet se trouve un sable sédimentaire plus foncé qui dégage une odeur d'eau douce une fois remuée.
Le sable sur les plages de Somers sont des grains fins mélangés avec des coquilles écrasées de mollusques. De petits récifs peuvent être vus à marée basse mais ne sont faits que de roches et non pas de coraux.

## Communauté
Somers a une école primaire, un parc pour caravane, un magasin général (The Store), un service d'incendie local (Country Fire Authority), quelques courts de tennis, le Coolart Wetlands et Lord Somers Camp, et divers parcs, jardins et réserves. Il n'y a pas de centre commercial, ni de rue commerciale, ni de supermarché. Le magasin général faisant office de supermarché et il est ainsi possible de faire ses courses à Somers plutôt que d'aller aux localités voisines de Balnaring ou Hastings. Toutefois pour toutes les autres sortes de services commerciaux, Balnarring et Hastings sont les lieux idéaux pour trouver ce que l'on cherche.
Somers héberge le The Somers Yacht Club ou se trouve le WSC Marine Rescue Facility, qui contribue au sauvetage des vies lorsqu'un bateau coule ou qu'un nageur est attiré au loin.

## Environnement
Il n'est pas inhabituel de voir des koalas à Somers et la banlieue est très connue pour son Koala Walk dans la Foreshore Reserve. Le grondement distinctif des koalas peut être entendu chaque nuit par l'ensemble des résidences. Les voyageurs sont prévenus de faire attention, les koalas traversent régulièrement les routes et sont habitués au bruit des voitures.
Parcs, Jardins et Réserves à Somers:
- Coolart Wetlands and Homestead
- Merricks Creek Foreshore Reserve
- Lord Somers Camp Playing Field
- Koala Reserve
- R.W. Stone Reserve
- Somers Foreshore Reserve
- Garden and Banksia Squares

## Développement
Actuellement, une entreprise appelé Simmscorp a racheté le Parc à Caravane de Somers. Les nouveaux propriétaires ont commencé à annoncer les prix d'une parcelle pour les caravanes, environ $35 000 l'unité. Le parc à caravane est plein la plupart du temps avec les résidents permanents et les occasionnels, toutefois le parc a vu quelques-uns de ses clients permanents partir pendant que les unités de terres étaient vendus pour s'installer dans des villas. Certains résidents ne pouvant plus de payer le coût annuel du parc quittent celui-ci.

## Sources
- (en) Cet article est partiellement ou en totalité issu de l’article de Wikipédia en anglais intitulé « Somers, Victoria » (voir la liste des auteurs).

## Compléments